# Coubisou
 Coubisou  (en occitano Cobison) es una población y comuna francesa, situada en la región de Mediodía-Pirineos, departamento de Aveyron, en el distrito de Rodez y cantón de Estaing.

## Demografía
| 636 | 571 | 508 | 511 | 488 | 502 |
| Para los censos de 1962 a 1999 la población legal corresponde a la población sin duplicidades (Fuente: INSEE [Consultar]) |     |     |     |     |     |